# Maximus (cirque)
Pour les articles homonymes, voir Maximus.
Maximus est l'un des plus grands cirques de Saint-Pétersbourg en Russie.

## Étymologie
Le cirque Maximus vient du latin Maximus Circus qui signifie « grand cirque ».

## Programme

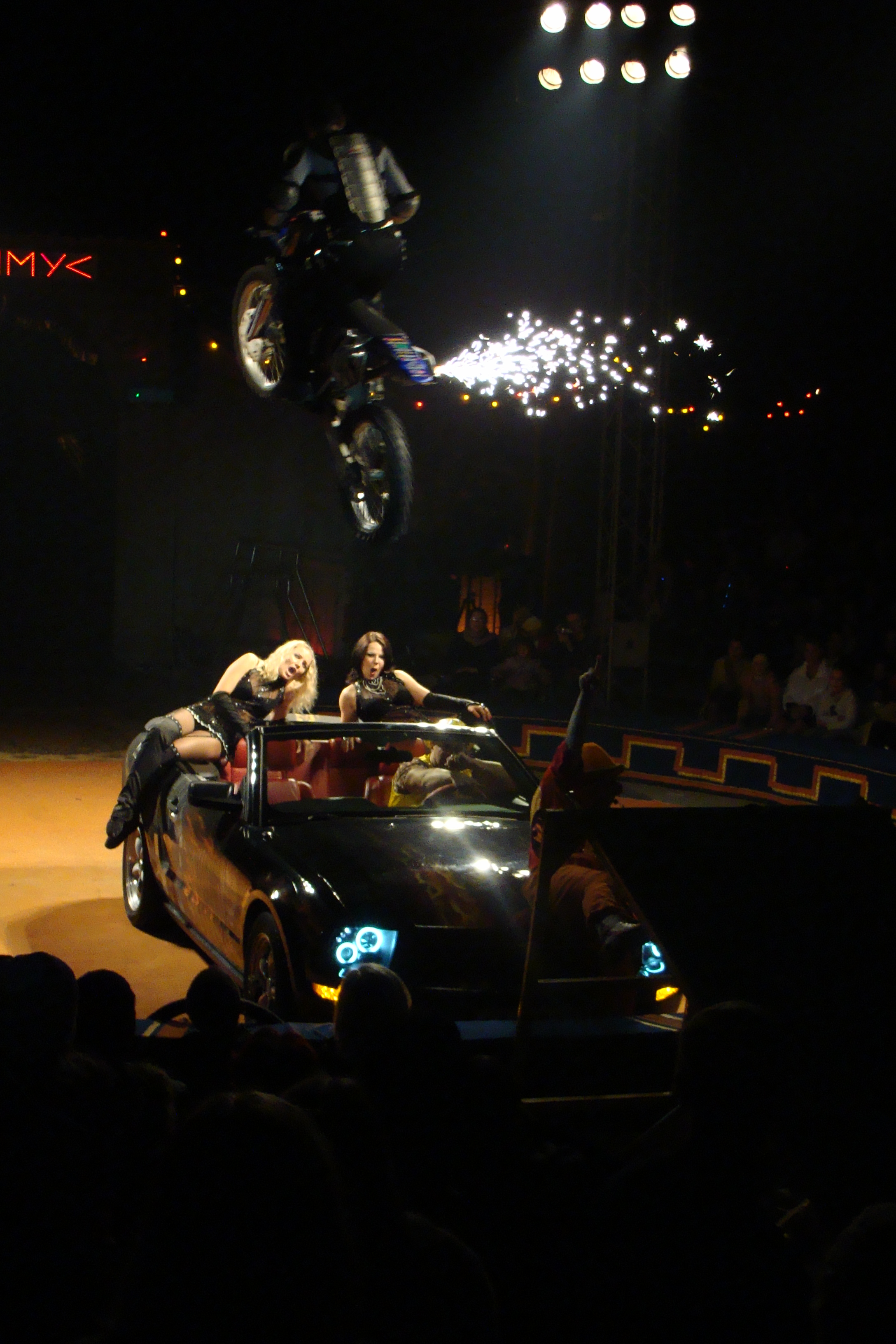
Numéro de.

Le programme comprend des numéros de cirque basiques en plus des attractions uniques. Il y a des animaux prédateurs dont des crocodiles, des boas, des pythons, un groupe de lions d'Afrique, et le seul Tigron d'Europe. 
Bien que ce cirque ait un but commercial, le directeur et le personnel du cirque ne sont pas étrangers à la compassion et à la charité. Ils peuvent inviter des enfants qui ne sont pas en mesure de s'offrir une place. Par exemple, dans la ville de Severodvinsk, artistes de la scène ont vu le centre de réadaptation pour enfants appelé «Soleil» et le pensionnat pour orphelins Yagrinskoy, et ont fait don de deux cents billets gratuitement.